# A1データ
A1データ株式会社（エーワンデータかぶしきがいしゃ）は、埼玉県飯能市に本社を置き、データ復旧サービス、データ消去サービスを行っている企業。

## 概要
元々は、1973年9月に設立された株式会社ワイ・イー・データの情報セキュリティ事業(データ復旧事業の部門)として存在していたが、お客様により良いサービスを提供しより迅速な事業展開を実施することを目的として、株式会社ワイ・イー・データ 情報セキュリティ事業を2017年1月に新設分割により分社化。
A1データリカバリー、エーワンデータリカバリー、A1Data Recovery Services　などは、A1データ株式会社　データ復旧事業部の通称。
データ復旧サービスは、株式会社ワイ・イー・データ時代の1994年にスタートして依頼28年間継続提供しており、国内のデータ復旧サービス提供企業の中では最初に始めた企業とされている。代表の本田正が業界の健全化を目的にDRAJ(データ復旧部会)を創設。国内のデータ復旧サービスのリーディングカンパニーである。

## 沿革
- 1973年
  - 9月 - 株式会社ワイ・イー・データ（YE Data Inc. / 略称:YE-Data）設立。

- 1994年
  - 12月 - 当時データ復旧サービスの世界最大手であるオントラックと独占的技術導入契約を締結。
  - 12月 - ストレージ機器の製造・開発技術・経験・設備を活かしたデータ復旧サービス事業を創設。

- 1995年
  - 3月 - 一般顧客にも「データ復旧/データ消去サービス」を開始。
  - 4月 - 国内で最初のデータ復旧専用ラボを埼玉県入間市に開設。以来、データ復旧のパイオニアとして業界をリードし、日本国内、アジア地域を市場として活動、年間5,000件以上のデータ復旧サービスを提供

- 2007年
  - 5月 - 国内大手のデータ復旧企業初の公的セキュリティー認証ISO27001（ISMS）を取得。

- 2017年
  - 1月 - 株式会社ワイ・イー・データとも分離独立し、A1データ株式会社となる。

- 2018年
  - 1月 - 23年間培ったオントラックの技術と経験を元に更なる技術向上を目的としてサービス名をA1データリカバリーサービスへ変更。

- 2023年
  - 10月 - 本社を埼玉県入間市から埼玉県飯能市に移転。

- 2024年
  - 1月 - データ復旧サービス開始から30周年を記念したキャンペーンを開始。

## 事業・サービス

### データ復旧サービス
パソコンなどの内部にあるハードディスク、外付けハードディスク、持ち運び可能なUSBメモリーやカメラなどで使われるSDカードといった記憶媒体に保存された文書ファイルや画像・動画ファイルなどのデータを回収することでお客様の手元にお返しするサービスである。国内で最初にデータ復旧サービスを提供開始した企業であり、2023年4月現在、データ復旧歴は28年に及ぶ。

#### サービス種類
- ラボラトリ・リカバリー　- 自社内の専用設備にてデータ復旧を行うサービス。データ障害が起きた機器を郵送または持ち込んで復旧を依頼する方法[2]
- リモート・リカバリー　- データ障害が起きた機器を接続したお客様のPCとリモート接続を行い、データ復旧作業を行う方法[3]
- オンサイト・リカバリー　- お客様のシステム設置場所へ出張し、現地でデータ復旧を行う方法。大規模システム（サーバ）限定のリカバリー方法[4]

### データ消去サービス
企業で使用したパソコンや磁気媒体等を廃棄する前に、機密データや個人情報が漏洩する危険を予防するために、ハードディスクなどの磁気記録媒体上の情報を、データ復旧業者でも復旧できないように、完全に消去するサービス。

### 関連企業
- A1コミュニケーションズ株式会社
- ナノバブル研究所
- 箱根翆泉
- DRAJ(データ復旧協会)